# FGC 254 sorozat
Az FGC 254 a Ferrocarrils de la Generalitat de Catalunya (FGC) számára gyártott méteres nyomtávolságú teherszállító dízel-elektromos mozdonysorozat.
Összesen három ilyen típusú mozdonyt épített a Meinfesa 1990-ben, egy időben a RENFE 319.2 mozdonysorozattal, amellyel hasonló a külső megjelenése, és mindkettő General Motors Electro Motive Division-motorral és -hajtóművel rendelkezik.
A mozdonyokat a Llobregat–Anoia-vasútvonalon használták kálium- és sószállításra, valamint alkalmanként különleges személyszállító járatokon is használták. 2023-ban öt darab, a Stadler SALin alapuló 257 sorozatú mozdonnyal váltották ki a típust.

## Fordítás
- Ez a szócikk részben vagy egészben  a   FGC 254 Series című angol Wikipédia-szócikk ezen változatának fordításán alapul.  Az eredeti cikk szerkesztőit annak laptörténete sorolja fel. Ez a jelzés csupán a megfogalmazás eredetét és a szerzői jogokat jelzi, nem szolgál a cikkben szereplő információk forrásmegjelöléseként.